# 段玠 (清朝)
段玠（？—？），字介藩，號瀛波，山西浮山人，清朝政治人物，舉人出身。

## 生平
段玠於乾隆三十一年（1766年）接替張所受，於台灣擔任台灣府淡水撫民同知。台灣府淡水撫民同知又稱淡水同知，為台灣清治時期的重要地方官員，官職品等為正五品，專司負責北台灣內政，為駐守於淡水廳的地方父母官。因為當時淡水廳管轄區域約今台灣基隆至新竹，因此實為北台灣的統治者。